# مزيدة قادين أفندي
مَزِيدَة قادين أفندي (3 مارس 1869 - 21 يناير 1909)،هي زوجة السلطان عبد الحميد الثاني من الإمبراطورية العثمانية.

## السيرة الشخصية
ولدت مزيدة ابنة كيمات بي ميكانبا وزوجته الأميرة فريال مارسان. كان والدها رجل نبيل أبخازيا وكانت والدتها أميرة من العائلة الأميرية لمارسان أباظة. كانت ابنة أخت أمينة نازك، الأميرة فاطمة هوريكان. وكان اسمها الحقيقي كادرية ميكانبا. في سن مبكر جدا أعطيت للخدمة في قصر يلدز. ومع ذلك، خلال فترة خدمتها، أخذ السلطان عبد الحميد الثاني إشعارا من ميزيد ميستان، وتزوجا في 2 فبراير 1885 في قصر يلدز، مقر إقامة السلطان في ذلك الوقت. ويقال إنها كانت خجولة جدا. كانت طويلة القامة، وكان لديها شعر بني غامق اللون وعيون بنية.
بعد عام من الزواج في 19 ديسمبر 1886، أنجبت ابنها الوحيد، شهزاد محمد برهان الدين، الذي كان ابن عبد الحميد المفضل. كان لديها بيت كبير في حديقة قصر يلدز. توفيت قبل ثلاثة أشهر من تنازل زوجها في 21 يناير 1909 في قصر يلدز، إسطنبول ودفنت في مقبرة يحيى أفندي.